# 독일 점령 하 유럽의 유대인 저항운동
나치 통치 하 유대인 저항운동은 제2차 세계 대전 중 독일의 유럽 점령기 때 유대인들이 조직적으로 전개한 다양한 형태의 지하 저항운동을 포함한다. 역사학자 예후다 바우어에 따르면, 유대인 저항운동은 나치 법과 정책에 저항하는 모든 행동으로 정의될 수 있다. 이 용어는 특히 홀로코스트와 관련이 있으며, 사회적 저항에서부터 유대인 스스로의 수동적 및 무장 저항에 이르는 광범위한 대응을 포함한다.
나치 독일과 그 동맹국들의 압도적인 군사력, 게토화 시스템, 그리고 다양한 민간인들의 적대감이나 무관심으로 인해 대부분의 유대인들은 유대인 문제에 대한 최종 해결책에 맞서 효과적인 군사적 저항을 할 기회가 제한적이었다. 그럼에도 불구하고, 100건 이상의 무장 봉기를 포함하여 수많은 저항 사례가 있었다.
역사학적으로는 나치 통치에 대한 유대인 저항운동의 연구가 홀로코스트 연구의 중요한 부분으로 남아 있다.

## 개념과 정의
역사가 줄리언 T. 잭슨은 제2차 세계 대전 기간 독일의 프랑스 점령 중 유대인 저항운동이 세 가지 형태로 나타났다고 주장했다. "첫째, 일반 저항운동에 참여한 개별 프랑스 유대인들; 둘째, 일반 저항운동 내의 특정 유대인 조직들; 셋째, 특정 유대인 목표를 가진 저항 조직들(반드시 유대인으로만 구성된 것은 아님)."
그의 저서 《홀로코스트: 유대인의 비극》에서 마틴 길버트는 유대인 저항운동을 더 넓게 정의한다. 그는 다양한 형태의 광범위한 개인적 저항을 서술하며, 유대인들이 사용 가능한 모든 수단으로 억압자들과 싸웠음을 강조한다. 길버트는 또한 수동적 저항의 중요성을 강조하며, 고통과 심지어 죽음을 존엄하게 견디는 것이 저항의 한 형태였다고 주장한다. 그는 "단순히 살아남는 것 자체가 인간 정신의 승리였다"고 썼다.
네하마 테크는 유럽 유대인들에게 부과된 제한적이고 비인간적인 조건에 대한 모든 저항 행위는 정신적 저항으로 간주되어야 한다고 주장한다. 그녀는 게토 지도자들이 음식과 약을 찾아 헤매거나 유대 문화 협회와 같은 기관을 통해 유대 예술과 문화를 보존하려는 노력이 수동적 저항을 구성했다고 주장한다. 테크는 이러한 노력이 유대인 정체성과 문화를 말살하려는 나치의 목표에 맞섰다고 주장한다. 마찬가지로, 리처드 미들턴-카플란은 수용소 내에서 안식일을 위한 기도, 죽은 자를 애도하는 것, 그리고 자신과 다른 사람들을 돌보려는 노력 등을 포함한 정신적 저항을 확인한다.
이러한 관점은 나치에 대한 저항이 물리적 반대뿐만 아니라 박해에 직면하여 유대인의 존엄성과 인간성을 유지하는 모든 행동을 포괄한다고 주장하는 예후다 바우어의 주장과 일치한다. 바우어는 유대인의 삶을 파괴하려는 모든 노력을 저항 행위로 정의하는 "아미다"(히브리어로 "맞서 일어서다"는 뜻)라는 개념을 도입했다. 추가적인 연구는 "아미다"의 적용을 종교적 의식, 유대 문화 보존, 개인주의 및 살고자 하는 의지까지 확장했다.
바우어는 또한 대부분의 유대인이 수동적으로 죽음에 이르렀다는 - "도살장으로 가는 양처럼" - 널리 퍼진 믿음에 이의를 제기한다. 그는 동유럽 유대인들이 살았던 극단적인 조건을 고려할 때, 저항이 거의 없었다는 것이 아니라 실제로 얼마나 많은 저항이 일어났는지가 놀라운 현실이라고 주장한다. 미들턴-카플란은 유대 및 기독교 전통에서 "도살장으로 가는 양처럼"이라는 문구를 탐구하며, 유대 경전에서 이 문구가 신앙과 용기로 실존적 위협에 직면하는 것을 상징할 수 있다고 제안한다.
《유대인의 수동성 신화》에서 미들턴-카플란은 1941년에 행동을 촉구하는 의미로 "도살장으로 가는 양처럼"이라는 문구를 사용한 유대인 저항 지도자 아바 코브너를 인용한다. 코브너는 이 문구의 원래 함의를 재해석하여 무반응하거나 부재하는 신을 향해 사용했다. 패트릭 헨리 같은 역사가들은 "도살장으로 가는 양처럼"이라는 이야기가 무장 봉기 이외의 유대인 저항 형태가 종종 간과되기 때문에 지속된다고 주장한다.

## 저항의 유형

### 독일 점령하 폴란드 전역의 게토
1940년, 바르샤바 게토는 폴란드 지하 신문에 접근할 수 없게 되었고, 게토 내에서 허용된 유일한 신문은 총독부 선전 기관인 가제타 지도프스카였다. 그 결과, 1940년 5월부터 1941년 10월까지 게토 내 유대인들은 자신들의 지하 신문을 발행하여 전쟁과 미래에 대한 희망적인 소식을 전했다. 이들 중 가장 두드러진 신문들은 유대 사회주의당과 시온주의 노동 운동이 연합하여 발행한 것들이었다. 그러나 이들 단체는 무기를 구할 수 없었다. 이 신문들은 전쟁으로 인한 파괴를 한탄했지만, 대체로 무장 저항을 장려하지는 않았다.
동유럽과 서유럽에서의 유대인 저항운동은 다른 형태를 띠었다. 동유럽에서는 유대인들이 주로 식량 밀수, 문서 위조, 숲으로의 탈출 시도 등 비무장 저항에 참여했는데, 이는 소비보르 강제 수용소와 트레블링카 강제 수용소에서 볼 수 있다. 대조적으로, 무장 저항은 서유럽에서 더 흔했다.
1943년 4월과 5월 사이에 바르샤바 게토의 유대인들은 남은 주민들이 트레블링카 강제 수용소로 이송되고 있음이 명확해지자 나치에 대항하여 무장 봉기를 일으켰다. 유대인 전투 조직과 유대인 군사 연합의 전사들은 소형 무기와 화염병을 포함한 제한된 무기로 저항했다. 폴란드 지하국가 또한 게토 외부에서 독일군을 공격하여 외부 지원을 제공했다. 격렬한 저항에도 불구하고, 압도적으로 우세한 독일군은 결국 봉기를 진압하여 13,000명의 유대인을 죽이고 56,885명을 강제 수용소와 절멸 수용소로 이송했다. 독일군은 사망자 18명, 부상자 85명으로 보고했지만, 저항 지도자 마레크 에델만은 독일군 사상자가 300명에 더 가까울 것으로 추정했다.
게토에서의 유대인 저항운동은 상당한 장애물에 직면했다. 나치의 압도적인 군사력은 무장 저항을 극도로 어렵게 만들었고, 무기 접근성은 부족했다. 많은 게토 유대인들은 무기를 얻기 위해 외부 지원에 의존했지만, 그러한 지원은 제한적이었다.
이러한 어려움에도 불구하고, 다른 많은 게토 봉기가 일어났지만, 대부분은 결국 실패했다. 주요 봉기는 비아위스토크와 쳉스토호바와 같은 게토에서 발생했다. 총 5개 주요 도시와 45개 지방 도시에서 봉기가 기록되었다.

### 강제 수용소

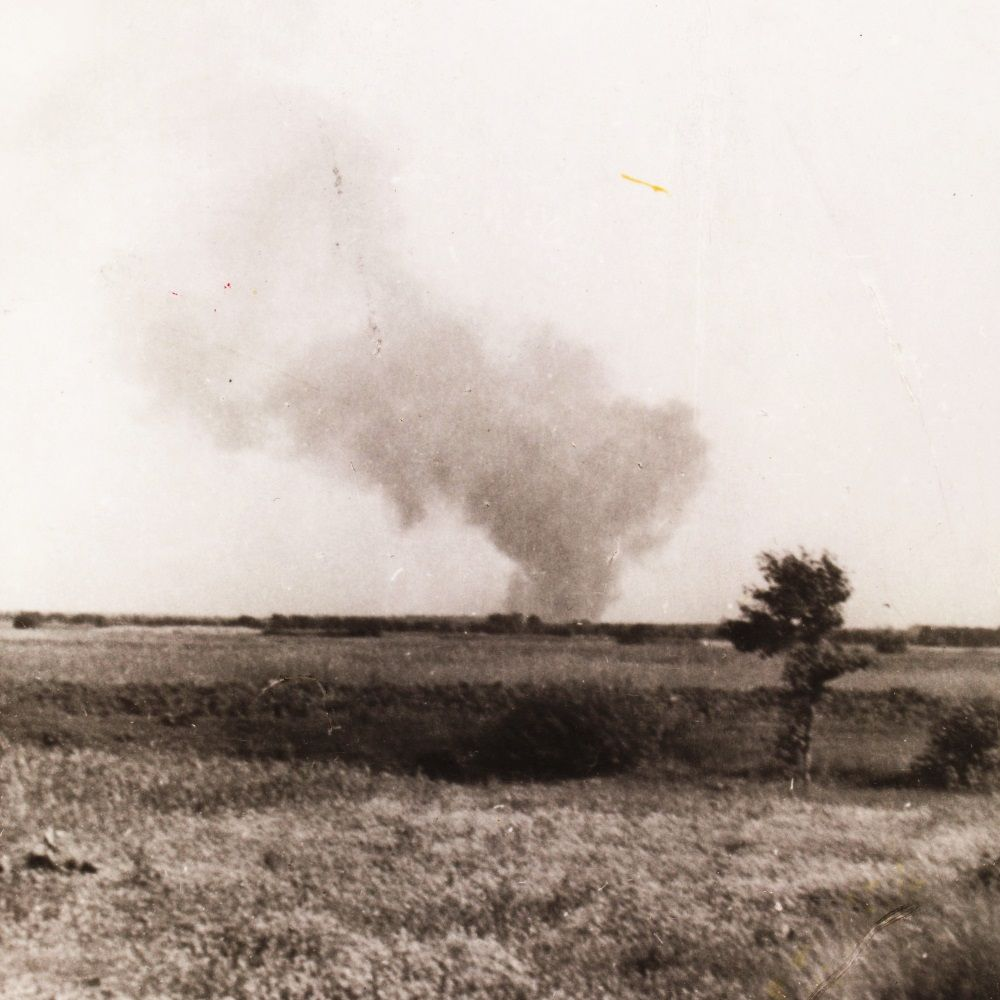
1943년 8월 수감자 봉기 당시 트레블링카 강제 수용소에서 피어오르는 연기

세 곳의 절멸 수용소에서 주요 저항 노력이 이루어졌다.
- 트레블링카 봉기 (1943년 8월): 트레블링카 강제 수용소의 수감자들은 두 젊은이가 위조된 열쇠를 사용하여 무기고에 접근한 후 무기를 확보하는 데 성공했다. 무기는 쓰레기통에 비밀리에 배포되었다. 그러나 계획이 완전히 실행되기 전에 나치 경비병이 한 수감자에게서 밀수품 돈을 발견했다. 그가 고문을 당하고 음모를 폭로할 것을 우려한 조직자들은 봉기를 조기에 시작하기로 결정했다. 봉기는 합의된 신호인 수류탄 하나가 폭발하면서 시작되었다. 수감자들은 총기와 폭발물로 나치 경비병들을 공격하여 여러 명의 독일인과 우크라이나인 인원을 죽였다. 그들은 연료 탱크, 막사, 창고에 불을 지르고 군용 차량을 무력화했으며, SS 본부에 수류탄을 던졌다. 경비병들은 기관총 사격으로 반격하여 약 1,500명의 수감자를 죽였다. 혼란 속에서도 약 70명의 수감자가 탈출에 성공했으며, 일부는 추격하는 경비병들과 총격전을 벌였다. 이 봉기는 수용소의 가스실 운영을 한 달 동안 방해했다.[11]

- 소비보르 봉기 (1943년 10월): 폴란드-유대인 수감자 레온 펠트헨들러와 소련-유대인 포로 알렉산드르 페체르스키가 이끄는 소비보르 강제 수용소의 수감자들은 부지휘관을 포함한 12명의 독일 SS 장교와 여러 명의 우크라이나 경비병을 비밀리에 암살했다. 원래 계획은 모든 SS 인원을 제거하고 정문을 통해 수용소를 나가는 것이었다. 그러나 살해 중 하나가 발각되면서 수감자들은 예정보다 빨리 행동할 수밖에 없었다. 격렬한 총격전 속에서 수용소의 600명 수감자 중 약 300명이 탈출을 시도했다. 많은 이들이 주변 지뢰밭에서 죽거나 재포획되었지만, 약 50~70명의 수감자가 성공적으로 도주했다. 이 봉기로 인해 나치는 수용소를 폐쇄했고, 이는 결과적으로 미래의 희생자들을 구했다.[12]

- 아우슈비츠 봉기 (1944년 10월 7일): 가스실과 화장터에서 강제로 일하게 된 유대인 특별특공대원들이 아우슈비츠-비르케나우에서 봉기를 일으켰다. 여성 수감자들이 비밀리에 무기 공장에서 폭발물을 밀수해 들여왔고, 이것이 크레마토리움 IV를 부분적으로 파괴하는 데 사용되었다. 특별특공대원들은 경비병들을 제압하고 대규모 탈출을 시도했다. 오버카포를 포함한 세 명의 SS 경비병이 죽었는데, 오버카포는 산 채로 소각로에 던져졌다. 그러나 탈출 시도는 격렬한 총격으로 진압되었고, 탈출자 250명 중 거의 전원이 죽었다. 아우슈비츠에서는 더 광범위한 총궐기 계획도 있었는데, 이는 연합군의 공습과 폴란드 저항군의 외부 공격과 조율될 예정이었으나, 이는 실현되지 않았다.

이러한 주요 봉기 외에도 최소 18개의 강제 노동 수용소에서 반란이 일어났다.

### 파르티잔 그룹
유대인 파르티잔 그룹은 여러 국가, 특히 폴란드에서 활동했다. 많은 유대인들이 기존 파르티잔 운동에 합류하기도 했다. 가장 주목할 만한 유대인 파르티잔 그룹으로는 영화 《디파이언스》에서 묘사된 비엘스키 파르티잔과 루블린 근처 숲에서 활동한 파르체프 파르티잔이 있다. 수백 명의 유대인들이 게토에서 탈출하여 파르티잔 저항 그룹에 합류했다.
겡시오프카 강제 수용소에서 해방된 일부 유대인들은 나중에 1944년 바르샤바 봉기에 참여했다. 프랑스에서는 프랑스 레지스탕스의 최대 20%가 유대인이었는데, 이는 유대인이 프랑스 인구의 약 1%에 불과했음에도 불구하고였다. 프랑스의 주목할 만한 유대인 저항 부대는 아르메 주이브였다.
소련 파르티잔의 약 10%는 유대인이었다. 수천 명의 유대인들도 유고슬라비아 파르티잔에 합류했다. 한 유고슬라비아 파르티잔 부대인 랍 대대는 랍 강제 수용소에서 해방된 유대인들로만 구성되었다.

## 독일 점령하 유럽 국가별 유대인 저항운동

### 벨기에
벨기에 유대인 박해에 대한 저항은 옐로 배지 착용 의무화 법안 도입과 강제 이송 시작에 따라 1942년 8월과 9월 사이에 강화되었다. 강제 이송이 시작되자 유대인 파르티잔들은 AJB(Association des Juifs en Belgique)가 수집한 유대인 기록들을 파괴했다.
유대인들을 숨겨주는 데 특화된 첫 번째 조직인 유대인 방위 위원회(CDJ-JVD)는 1942년 여름에 설립되었다. 이 좌익 조직은 약 4,000명의 어린이와 10,000명의 성인을 안전한 은신처를 확보하여 구한 것으로 추정된다. CDJ는 또한 이디시어로 두 개의 지하 신문을 발행했다: 운저 보르트("우리들의 말"), 노동 시온주의적 입장을 가졌으며, 운저 캄프("우리들의 싸움"), 공산주의적 관점을 가졌다.
CDJ는 유대인 숨기기를 도운 수많은 조직적인 저항 단체 중 하나에 불과했다. 다른 단체와 개별 저항 대원들은 은신처 확보, 식량 제공, 신분증 위조 등을 담당했다. 숨어 지냈던 많은 유대인들은 나중에 조직적인 저항 운동에 합류했다. 좌익 단체, 예를 들어 독립 전선(FI-OF)은 벨기에 유대인들 사이에서 특히 인기가 많았다. 공산주의와 관련된 무장 파르티잔(PA)은 브뤼셀에 상당한 유대인 부대를 가지고 있었다.
벨기에 저항군은 1942년에 강제 이송 프로그램의 책임자인 로베르트 홀칭어를 암살했다. 독일군과 협력한 오스트리아 유대인 홀칭어는 점령군에 의해 강제 이송을 감독하도록 임명되었다. 그의 암살 이후, AJB의 지도부는 재편성되었다. AJB의 수장을 포함한 5명의 유대인 지도자가 체포되어 브레돈크에 수감되었지만, 대중의 항의 이후 풀려났다. 그러나 6번째 지도자는 아우슈비츠로 직접 이송되었다.
벨기에 저항군은 이송된 유대인들의 운명에 대해 놀랍도록 잘 알고 있었다. 1942년 8월—강제 이송이 시작된 지 불과 두 달 후—지하 신문인 데 브리슈터는 다음과 같이 보도했다: "그들[이송된 유대인들]은 가스로 집단 살해당하고 있으며, 다른 이들은 기관총 사격으로 살해당하고 있다."
1943년 초, 독립 전선은 루뱅 가톨릭 대학교의 경제학자 빅토르 마르탱을 파견하여 이송된 벨기에 유대인들의 운명에 대한 정보를 수집하게 했다. 쾰른 대학교에서의 연구직을 가장하여, 마르탱은 아우슈비츠로 가서 화장터를 목격했다. 그는 나중에 독일군에 체포되었지만 탈출에 성공하여 1943년 5월 CDJ에 자신의 발견을 보고했다.

### 프랑스

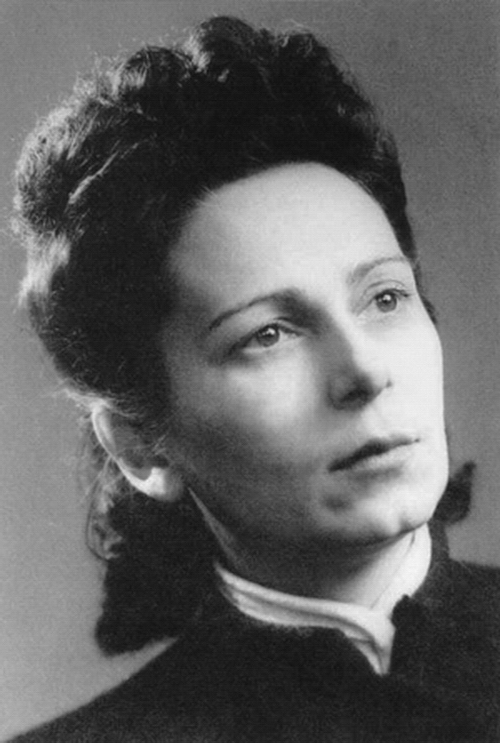
아리아드나 스크리아비나, 아르메 주이브의 공동 설립자

유대인들은 프랑스 인구의 약 1%에 불과했지만, 프랑스 레지스탕스의 약 15~20%를 차지했다. 많은 유대인 저항 대원들은 독일, 폴란드, 기타 중앙 유럽 국가에서 온 난민들이었다.
프랑스 레지스탕스에 참여한 대다수의 프랑스 및 외국 유대인들이 일반 저항 운동에 가입했지만, 일부는 자신들만의 무장 저항 조직인 아르메 주이브("유대인 군대")를 설립하기도 했다. 이 시온주의 단체는 절정기에 약 2,000명의 전사로 성장했다. 프랑스 전역에서 활동한 아르메 주이브는 수백 명의 유대인들을 스페인과 스위스로 밀입국시켰고, 독일 점령군에 대한 공격을 감행했으며, 나치 정보원과 게슈타포 요원들을 표적으로 삼았다. 이 단체는 1944년 8월 프랑스 총궐기에 적극적으로 참여하여 파리, 리옹, 툴루즈에서 싸웠다.

### 독일
나치 시대 독일 내 유대인 저항운동은 사보타주, 교란, 연합군에 대한 정보 제공, 반나치 선전물 배포, 나치 통제 지역에서 유대인 이민 지원 노력 참여 등 다양한 형태로 나타났다. 나치 정권이 유대인 말살을 목표로 했음을 고려할 때, 홀로코스트 기간 동안 유대인에게는 생존 자체가 저항의 한 형태였다고 주장되어 왔다. 독일 저항운동에 대한 유대인의 참여는 주로 베르클로이트, 하쇼머 하차이르, 하보님과 같은 좌익 시온주의 단체, 그리고 독일 사회민주당, 공산주의자, 뉴 비기닝과 같은 독립 좌익 단체의 지하 활동에 국한되었다. 독일에서 히틀러에 대한 비좌익 및 비유대인 반대 세력(예: 보수 및 종교 세력)은 유럽 유대인 말살에 대한 나치의 계획에 반대했지만, 이들 단체는 종종 자체적으로 반유대주의적 정서를 가지고 있었다.
주목할 만한 사례는 슈투트가르트 출신의 유대인 건축학도 헬무트 히르슈가 뉘른베르크의 나치당 본부를 폭파하려는 음모와 관련하여 체포되고 처형된 사건이다. 히르슈는 오토 슈트라서가 이끄는 나치당 탈퇴 파벌인 흑색전선에 연루되었다. 1936년 12월 게슈타포에 체포된 후, 히르슈는 슈트라서와 흑색전선을 대신하여 악명 높은 반유대주의 신문 데어 슈튀르머의 편집장이자 주요 나치 관료인 율리우스 슈트라이허를 살해할 계획을 자백했다. 히르슈는 1937년 3월 8일에 사형을 선고받았고, 6월 4일에 단두대로 처형되었다.
독일 내에서 기록이 남아있는 가장 중요한 유대인 저항 단체는 1937년부터 1942년까지 활동한 베를린 기반의 바움 그룹이었다. 주로 젊은 유대인 남녀로 구성된 이 단체는 반나치 전단을 배포하고 준공개 시위를 조직했다. 가장 주목할 만한 행동은 요제프 괴벨스가 베를린 루스트 정원에서 조직한 반소련 전시회에 대한 폭탄 테러였다. 이 폭탄 테러는 독일 유대인에 대한 대규모 체포, 처형, 보복으로 이어졌다. 이로 인한 보복은 다른 저항 운동과 유사하게 반대자들 사이에서 논쟁을 불러일으켰다. 즉, 행동을 취하고 살인적인 보복을 감수할 것인가, 아니면 생존을 극대화하기 위해 비대결적으로 남을 것인가 하는 문제였다.

### 네덜란드
네덜란드에서는 전쟁 전부터 독일 점령군에 대한 저항을 즉시 시작한 유일한 단체는 네덜란드 공산당이었다. 전쟁의 첫 2년 동안 이 당은 다른 모든 조직을 합친 것보다 훨씬 큰 가장 큰 저항 조직이었다. 주요 저항 활동 중 하나는 1941년 반유대인 조치에 항의하기 위해 2월 파업을 조직한 것이었다. 많은 유대인들이 이 저항에 참여했다. 약 1,000명의 네덜란드 유대인들이 독일군에 저항하는 데 참여했고, 그 중 500명이 그 과정에서 사망했다. 1988년에 그들의 기념비가 당시 암스테르담 시장인 에드 반 타인에 의해 공개되었다.
초기 유대인 저항자 중에는 아이스크림 가게 주인이자 독일인 도망자였던 에른스트 칸이 있었다. 그는 그의 동업자인 콘과 함께 파시스트 NSB의 무장 조직인 "베어아프델링"(WA)의 공격에 대비하기 위해 가게에 암모니아 가스 실린더를 설치했다. 1941년 2월 어느 날, 독일 경찰이 가게에 강제로 진입했고, 그들은 가스에 질식했다. 칸은 결국 체포되었고, 1941년 3월 3일, 네덜란드에서 나치 총살형 집행대에 의해 처형된 최초의 민간인이 되었다.
복서인 베니 블루움은 그의 복싱 학교 회원들로 구성된 유대인 전투 그룹을 조직하여 공격에 저항했다. 이 싸움 중 하나로 WA 회원 H. 쿡이 사망했고, 이는 독일군이 보복으로 유대인에 대한 첫 네덜란드 라치아(경찰 수색)를 명령하게 했다. 이는 다시 2월 파업으로 이어졌다. 블루움의 그룹은 네덜란드에서 독일군에 적극적으로 저항한 유일한 유대인 그룹이자, 네덜란드에서 첫 저항군 그룹이었다. 블루움은 전쟁에서 살아남았고, 나중에 유대인 저항자들을 위한 기념비를 주장했으며, 이는 그가 1986년에 사망한 지 2년 후에 공개되었다.
수많은 유대인들도 독일군에 저항하는 데 참여했다. "홀란트셰 스하우부르크"(옛 극장) 내 집결 센터의 유대인 책임자였던 발터 쉬스킨트는 아이들을 센터 밖으로 밀수하는 데 중요한 역할을 했다. 그는 조수인 자크 반 데 카르와 근처 유아원의 원장인 피멘텔 부인의 도움을 받았다.
지하 공산당 내에서는 네덜란드 민병대(NVM)라는 무장 단체가 결성되었다. 지도자 샐리(사무엘) 도르미츠는 브라질에서의 게릴라전과 스페인 내전 참여 경험이 있었다. 이 조직은 헤이그에서 결성되었지만 주로 로테르담에 기반을 두었다. 약 200명의 주로 유대인 참여자로 구성되었다. 그들은 독일군 수송 열차에 대한 여러 차례 폭탄 공격과 유대인에게 제한된 영화관에 대한 방화 공격을 감행했다. 도르미츠는 자신의 유대인 여자친구(그녀 또한 저항에 참여했다)를 위한 신분증을 얻기 위해 한 여성의 핸드백을 훔치다가 붙잡혔다. 도르미츠는 경찰서에서 머리에 총을 쏘아 자살했다. 한 상점의 현금 영수증으로 경찰은 도르미츠의 은신처를 발견했고, 그곳에서 폭탄, 방화 재료, 불법 문서, 저항 행동 보고서, 그리고 참여자 목록을 발견했다. 게슈타포는 즉시 통보되었고, 그날 200명이 체포되었으며, 이어서 로테르담, 헤이그, 암스테르담에서 이 그룹과 연결된 더 많은 개인들이 체포되었다. 네덜란드 경찰은 유대인 공산주의자들을 고문하는 데 참여했다. 재판 후, 20명 이상이 총살형에 처해졌고, 대부분의 다른 사람들은 강제 수용소에서 사망하거나 아우슈비츠에서 가스실로 보내졌다. 소수만이 살아남았다.

## 연합국 군대 내 유대인 저항운동

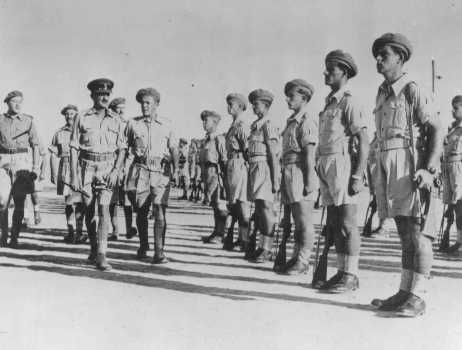
1944년 10월 여단 지휘관의 사열을 받는 유대인 여단 병사들

제2차 세계 대전 기간 동안 약 150만 명의 유대인이 정규 연합군에 복무했으며, 여기에는 미군 (태평양 전선 복무자 포함) 약 55만 명, 붉은 군대 약 50만 명이 포함된다. 독일 침공 당시 폴란드군에 약 10만 명이 복무했으며, 자유 폴란드군에도 수천 명이 복무했고, 그 중 약 1만 명은 안데르스군에 속했다. 약 6만 명의 영국 유대인과 위임통치령 팔레스타인 출신 유대인 3만 명이 전쟁 기간 동안 영국군에 복무했다. 또한 1만 7천 명의 유대인이 캐나다군에 복무했다.
영국 육군은 위임통치령 팔레스타인 출신 유대인 자원자 37명을 훈련시켜 유럽에 낙하산으로 투입하여 저항을 조직하려 했다. 이 그룹의 가장 유명한 인물은 한나 제네시였다. 그녀는 유고슬라비아에 낙하산으로 투하되어 헝가리 유대인들이 독일 절멸 수용소인 아우슈비츠로 이송되기 직전 구출을 돕는 임무를 맡았다. 제네시는 헝가리 국경에서 체포되어 투옥되고 고문을 당했지만, 임무에 대한 세부 사항을 밝히기를 거부했다. 그녀는 결국 재판을 받고 총살형에 처해졌다. 그녀는 이스라엘의 국가 영웅으로 추앙받는다.
영국 정부는 1944년 7월 팔레스타인 유대인을 위한 영국 육군 소속의 순수 유대인 부대인 유대인 여단을 창설했다. 이 부대는 팔레스타인 출신 유대인 자원자 약 5,500명으로 구성되었으며, 영국-유대인 장교가 지휘했고, 보병 연대 3개, 포병 연대 1개, 그리고 지원 부대로 조직되었다. 이 여단은 1944년 11월부터 이탈리아에서 영국 제8군에 소속되어 1945년 봄 이탈리아 공세에 참여했다. 유럽 전쟁이 끝난 후, 여단은 1945년 7월 벨기에와 네덜란드로 이동했다. 독일군과의 전투 작전 참여 외에도, 이 여단은 홀로코스트 생존자들을 돕고 보호했다.
특수 심문대는 팔레스타인 출신 독일어를 구사하는 유대인 자원자들로 구성된 영국 육군 특공대 부대였다. 이 부대는 서부 사막 전역 동안 추축군 전선 뒤에서 특공대 및 사보타주 공격을 수행했으며, 독일 군사 경찰 복장을 하고 독일 수송대를 막고 심문하여 군사 정보를 수집했다. 그들은 또한 다른 영국군을 지원했다. 1942년 9월 영국, 로디지아, 뉴질랜드군이 독일과 이탈리아가 점령한 토브룩에 대해 수행한 일련의 지상 및 수륙 양용 작전인 어그리먼트 작전의 재앙적인 실패 이후, 생존자들은 영국 왕립 개척병단으로 이송되었다.

## 주목할 만한 유대인 저항군

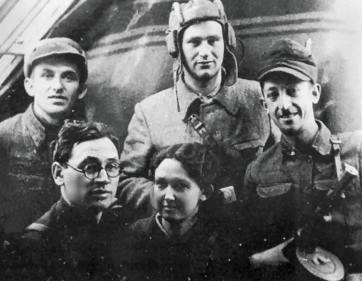
발레리 치칼로프의 이름을 딴 여단 소속 유대인 파르티잔 그룹. 벨로루시, 1943

- 모르데하이 아닐레비치, 바르샤바 게토 봉기 당시 유대인 전투 조직의 지도자, 1943년 전투 중 전사
- 파벨 프렌키엘, 바르샤바의 폴란드 유대인 청년 지도자이자 유대인 군사 연합의 고위 지휘관, JMU 본부 방어 중 전사
- 이츠하크 아라드, 전 소련 파르티잔
- 헤르베르트 바움, 독일 저항운동의 유대인 일원, 게슈타포에 의해 고문 치사
- 비엘스키 파르티잔, 벨라루스 서부에서 유대인들을 학살로부터 구출한 유대인 파르티잔 조직
- 프랭크 블라이히만, 홀로코스트 생존자이자 폴란드 유대인 저항 지도자
- 토마스 블라트, 1943년 10월 소비보르 강제 수용소 봉기 및 탈출 생존자
- 마샤 브루스키나, 민스크 저항운동의 17세 유대인 일원, 나치에 의해 처형
- 에우제니오 칼로, 이탈리아 파르티잔, 나치에 의해 처형
- 프랑코 체사나, 파르티잔 그룹에 합류한 이탈리아 유대인, 13세에 나치에 의해 살해
- 이츠하크 추키에르만, 1943년 바르샤바 게토 봉기의 지도자 중 한 명이자 1944년 바르샤바 봉기의 전투원
- 시몬 다트너, 1943년 비아위스토크 게토에서 여러 사람을 밀수하는 것을 도왔다
- 마레크 에델만, 바르샤바 게토 봉기의 지도자
- 모르데하이 슐라인, 독일 장교들이 많은 식당을 폭파한 12세 파르티잔이자 바이올리니스트, 14세에 독일군의 포격으로 사망.
- 셀마 엥겔-윈버그, 소비보르 강제 수용소에서 탈출하여 생존한 유일한 네덜란드인 수감자
- 레온 펠트헨들러, 폴란드-유대인 저항 전사이자 1943년 소비보르 강제 수용소의 수감자 봉기를 조직
- 도브 프레이베르크, 소비보르 봉기 참여자이자 요셉 세르축의 파르티잔 부대에 합류
- 무뇨 그루버, 가능한 한 많은 유대인 생명을 구하면서 독일군과 싸운 파르체프 파르티잔의 일원
- 아바 코브너, 연합 파르티잔 조직의 일원, 나치 점령하 유대인 게토에서 최초의 무장 지하 조직 중 하나
- 지비아 루베트킨, 나치 점령하 바르샤바 유대인 지하조직의 지도자 중 한 명이자 저항 단체 유대인 전투 조직 최고 사령부의 유일한 여성
- 도브 로파틴, 전쟁 중 최초의 게토 봉기 지도자 중 한 명이자 파르티잔 부대원, 전투 중 전사
- 블라드카 미드, 폴란드 유대인 저항군의 일원, 다이너마이트를 바르샤바 게토로 밀수하고 어린이들이 게토를 탈출하는 것을 도왔다
- 파르체프 파르티잔, 유대인 저항 운동에 참여한 비정규군 집단의 전투원
- 알렉산드르 페체르스키, 제2차 세계 대전 중 나치 절멸 수용소인 소비보르 강제 수용소에서 1943년에 일어난 가장 성공적인 봉기와 대규모 유대인 탈출의 조직자이자 지도자
- 프룸카 플로트니츠카, 소스노비에츠 게토와 벤진 게토 봉기의 지도자.[40]
- 모셰 피야데, 추축군 점령하 유고슬라비아의 몬테네그로에서 이탈리아 점령군에 대항한 봉기 지도자 중 한 명
- 하비바 라이크, 유대인 기관과 영국 특수작전국(SOE)이 나치 점령하 유럽으로 군사 임무를 위해 파견한 32명 또는 33명의 팔레스타인 유대인 낙하산병 중 한 명; 그녀는 체포되어 처형되었다
- 조셉 세르축, 폴란드 루블린 지역 유대인 파르티잔 부대 지휘관
- 한나 제네시, 팔레스타인 위임통치령 출신 유대인 37명 중 한 명, 영국 육군에 의해 유고슬라비아에 낙하산으로 투하되었으며, 나치에 의해 체포, 고문, 처형되었다
- 렐리오 비토리오 발로브라, 유대인 난민의 홀로코스트 탈출을 도운 DELASEM의 지도자
- 다비트 브도빈스키, 바르샤바 게토의 ŻZW 그룹 설립자이자 정치 지도자
- 이츠하크 비텐베르크, 빌뉴스 유대인 저항 전사; 게슈타포에 체포된 후, 감옥에서 자살했다
- 샬롬 요란, 독일군과 그들의 협력자들에 맞서 싸운 유대인 저항 전사
- 심하 조린, 민스크에서 800명의 유대인 전사로 구성된 그룹을 이끈 유대인 소련 파르티잔 지휘관

## 그 후

### 노크밈
제2차 세계 대전 이후, 홀로코스트 생존자들, 그들 중 다수는 유대인 저항 단체의 전직 멤버들이었던 사람들이 모여 노크밈("복수자"라는 히브리어)으로 알려진 단체를 결성했다. 그들은 홀로코스트에 연루된 전직 나치들을 추적하여 처형했다. 노크밈에 의해 살해된 나치의 수는 알려지지 않았으며, 그들의 노력은 1950년대까지 계속된 것으로 추정된다. 표적은 종종 납치되어 교수형 또는 교살로 살해되었으며, 다른 이들은 뺑소니 공격으로 살해되었다. 전직 고위 게슈타포 장교는 병원에서 수술을 기다리던 중 혈액에 등유가 주입되어 사망했다. 가장 성공적인 노크밈 중 일부는 유대인 여단의 베테랑이었을 수 있으며, 그들은 군사 정보, 교통수단, 그리고 유럽 전역을 자유롭게 여행할 수 있는 능력을 가지고 있었다.
노크밈은 또한 라틴아메리카, 캐나다, 스페인과 같은 지역으로 이동하여 그곳에 정착한 나치들을 추적하고 살해했다. 한 사례에서는 얘갈라 강제 수용소에서 8,500명의 유대인을 죽인 책임이 있는 알렉산더 라크를 위니펙의 교외 자택에서 대면한 것으로 알려져 있다. 그를 죽일 의도를 알린 후, 그들은 그가 자살하도록 허용했다.
1946년, 노크밈은 전직 SS 요원들이 수감된 슈탈라크 13에서 대규모 독극물 공격을 감행하여, 빵을 공급하는 빵집에서 빵 배급량에 비소를 넣었다. 약 1,200명의 수감자들이 병에 걸렸지만, 사망자는 보고되지 않았다. 미군은 독극물 중독 수감자들을 치료하기 위해 의료 자원을 동원했다. 노크밈 내부의 반응은 이 대량 암살 시도를 실패로 보거나, 연합군이 사망 사실을 은폐했다고 주장하는 등 다양했다.

## 같이 보기
- 열방의 의인
- Jewish Resistance Against the Nazis (book)
- 반파시즘
- 디파이언스 (2008년 영화)
- Uprising (2001 film)
- 제2차 세계 대전의 저항운동
- 도살장으로 가는 양처럼
- 아르메니아 집단학살 당시 아르메니아의 저항

## 내용주
1. ↑  Yehuda Bauer, "Unanswered Questions: Nazi Germany and the Genocide of the Jews", Jewish Resistance and Passivity in the Face of the Holocaust, 1989, p. 237
2. 1 2  Jewish Partisan Education Foundation, Accessed 22 December 2013.
3. ↑  Gilbert, Martin (1986). 《The Holocaust: The Jewish Tragedy》. London: Collins. 828쪽. ISBN 9780002163057.
4. 1 2 3  Tec, Nechama (2014). 〈Facts, Omissions, and Distortions〉. 《Jewish Resistance Against the Nazis》. Washington, D.C.: Catholic University of America Press. 44–67쪽. doi:10.2307/j.ctt7zswcf.7. ISBN 978-0-8132-2589-0. JSTOR j.ctt7zswcf.7.
5. 1 2  Middleton-Kaplan, Richard (2014). 〈The Myth of Jewish Passivity〉. 《Jewish Resistance Against the Nazis》. Washington, D.C.: Catholic University of America Press. 4–7쪽. doi:10.2307/j.ctt7zswcf. ISBN 978-0-8132-2589-0. JSTOR j.ctt7zswcf.
6. 1 2  Henry, Patrick (2014). 〈Introduction〉. 《Jewish Resistance Against the Nazis》. Washington, D.C.: Catholic University of America Press. xiii–xviii쪽. doi:10.2307/j.ctt7zswcf. ISBN 978-0-8132-2589-0. JSTOR j.ctt7zswcf.
7. ↑  Leni Yahil. "The Warsaw Ghetto Underground Press". In Robert Moses Shapiro, ed., Why Didn't the Press Shout? Yeshiva University Press, 2003. pp. 457–490
8. ↑  Yehuda Bauer, "Unanswered Questions: Nazi Germany and the Genocide of the Jews", Jewish Resistance and Passivity in the Face of the Holocaust, 1989, p. 243
9. ↑  (영어) David Wdowiński (1963). 《And we are not saved》. New York: Philosophical Library. 222쪽. ISBN 978-0-8022-2486-6. Note: Chariton and Lazar were never co-authors of Wdowiński's memoir. Wdowiński is considered the single author.
10. 1 2  "Map of the Jewish uprisings in World War II" (PDF file, direct download 169 KB). Yad Vashem. 2013.
11. ↑  Omer-Man, Michael. "This Week in History: Prisoners Revolt at Treblinka" The Jerusalem Post, August 5, 2011. Accessed December 23, 2013.
12. ↑  Raschke, Richard. Escape from Sobibor. New York: Avon, 1982.
13. ↑  Bartrop, Paul R. and Dickerman, Michael: The Holocaust: An Encyclopedia and Document Collection [4 volumes], p. 535
14. ↑  Martin Gilbert, The Holocaust (1986), p. 515.
15. 1 2  Gotovich, José (1998). 〈Resistance Movements and the Jewish Question〉.   Michman, Dan. 《Belgium and the Holocaust: Jews, Belgians, Germans》 2판. Jerusalem: Yad Vashem. 274쪽. ISBN 978-965-308-068-3.
16. 1 2 3  Yahil, Leni (1991). 《The Holocaust: The Fate of European Jewry, 1932–1945》. Studies in Jewish History Reprint (trans.)판. Oxford: Oxford University Press. 394쪽. ISBN 978-0-19-504523-9.
17. ↑  Williams, Althea; Ehrlich, Sarah (2013년 4월 19일). “Escaping the train to Auschwitz”. BBC 뉴스. 2013년 4월 22일에 확인함.
18. ↑  Various (1991). 〈Préface〉. 《Partisans Armés Juifs, 38 Témoignages.》. Brussels: Les Enfants des Partisans Juifs de Belgique.
19. ↑  Yahil, Leni (1991). 《The Holocaust: The Fate of European Jewry, 1932–1945》. Studies in Jewish History Reprint (trans.)판. Oxford: Oxford University Press. 436쪽. ISBN 978-0-19-504523-9.
20. ↑  Gotovich, José (1998). 〈Resistance Movements and the Jewish Question〉.   Michman, Dan. 《Belgium and the Holocaust: Jews, Belgians, Germans》 2판. Jerusalem: Yad Vashem. 281–2쪽. ISBN 978-965-308-068-3.
21. 1 2  Yahil, Leni (1991). 《The Holocaust: The Fate of European Jewry, 1932–1945》. Studies in Jewish History Reprint (trans.)판. Oxford: Oxford University Press. 393쪽. ISBN 978-0-19-504523-9.
22. ↑  Schreiber, Marion (2003). 《The Twentieth Train: the True Story of the Ambush of the Death Train to Auschwitz》 1 US판. New York: Grove Press. 72쪽. ISBN 978-0-8021-1766-3.
23. ↑  Schreiber, Marion (2003). 《The Twentieth Train: the True Story of the Ambush of the Death Train to Auschwitz》 1 US판. New York: Grove Press. 73–5쪽. ISBN 978-0-8021-1766-3.
24. ↑  According to 세르주 클라르스펠트, 175 Jews were among the 1,008 Resistance members executed at 몽 발레리앵, near Paris, representing 17.4%. Quoted by Monique-Lise Cohen and Jean-Louis Dufour in Les Juifs dans la Résistance, Publisher: Tirésias, 2001.
25. ↑  “Les étrangers dans la Résistance”. 《Chemins de mémoire》. Government of France.
26. ↑  “August 1944: A Jewish partisan in Southern France”. 《This Month in Holocaust History》. Yad Vashem. 2009년 12월 3일에 원본 문서에서 보존된 문서. 2022년 1월 17일에 확인함.
27. ↑  Ruby Rohrlich, ed. Resisting the Holocaust. Oxford and New York: Berg Publishers, 1998.
28. ↑  Theodore S. Hamerow (1997), On the Road to the Wolf's Lair: German Resistance to Hitler. Cambridge: Harvard University Press. ISBN 0674636805.
29. ↑  See, e.g., Herbert Lindenberger. Heroic Or Foolish? The 1942 Bombing of a Nazi Anti-Soviet Exhibit 보관됨 2008-04-11 - 웨이백 머신. Telos. 135 (Summer 2006):127–154.
30. ↑  “Amsterdam, 'Monument Joods Verzet 1940-1945'” (네덜란드어). Nationaal Comité 4 en 5 mei. 2011년 3월 22일에 원본 문서에서 보존된 문서. 2022년 1월 17일에 확인함.
31. ↑  “About Ernst Cahn”. 《Joods Monument》. 2025년 3월 23일에 확인함.
32. ↑  Dr. L. de Jong, Het Koninkrijk, Amsterdam, RIOD/Staatsuitgeverij 1975
33. ↑  Jewish Soldiers in the Allied Armies – Yad Vashem
34. ↑  Veteran Films: A Window on the War – Jewish Museum London
35. ↑  Jewish Canadian service in the Second World War
36. 1 2  Hecht, Ben. Perfidy, first published by Julian Messner, 1961; this edition Milah Press, 1997, pp. 118–133. Hecht cites Bar Adon, Dorothy and Pessach. The Seven Who Fell. Sefer Press, 1947, and "The Return of Hanna Senesh" in Pioneer Woman, XXV, No. 5, May 1950.
37. ↑  Beckman, Morris: The Jewish Brigade
38. ↑  “'We proved to the world that we can fight'”. 《The Jerusalem Post》.
39. ↑  Holocaust in Belorussia – pages 427–428, JewishGen
40. ↑  Aharon Brandes (1959) [1945]. 〈The demise of the Jews in Western Poland〉. 《In the Bunkers》. A Memorial to the Jewish Community of Będzin (히브리어, 이디시어). 번역 Lance Ackerfeld. 364–365쪽  – Jewishgen.org 경유.
41. ↑  Freedland, Jonathan (2008년 7월 25일). “The Jewish Avengers Who Survived the Death Camps and Tracked Down Their Tormentors”. 《The Guardian》.

## 더 읽어보기
- Ginsberg, Benjamin (2013). 《How the Jews Defeated Hitler: Exploding the Myth of Jewish Passivity in the Face of Nazism》. Rowman & Littlefield Publishers. ISBN 978-1-4422-2238-0.
- Dov Levin. Fighting Back: Lithuanian Jewry's Armed Resistance to the Nazis, 1941–1945. (Holmes and Meier, 1985). ISBN 0-8419-0831-1
- Dov Levin and Zvie A. Brown. The Story of an Underground: The Resistance of the Jews of Kovno in the Second World War. (Gefen Publishing, 2014). ISBN 978-965-229-616-0
- Finkel, E. (2015). "The Phoenix Effect of State Repression: Jewish Resistance during the Holocaust." American Political Science Review, 109(2), 339–353.
- Braber, Ben (2013). 《This Cannot Happen Here: Integration and Jewish Resistance in the Netherlands, 1940–1945》. Amsterdam: Amsterdam University Press. ISBN 978-90-8964-583-8. JSTOR j.ctt6wp7hh.
- Poznanski, Renée; Aleksov, Bojan; Gildea, Gildea (2020). 〈Transnational Perspectives on Jews in the Resistance〉.   Gildea, Robert; Tames, Ismee. 《Fighters across Frontiers: Transnational Resistance in Europe, 1936–48》. Manchester: Manchester University Press. 109–131쪽. ISBN 978-1-5261-5124-7.